# Efrén Mendoza
Efrén Mendoza Cuahutle (ur. 9 czerwca 1992 w Zitlaltepec de Trinidad Sánchez Santos) – meksykański piłkarz występujący na pozycji prawego obrońcy.